# Peter Birmann

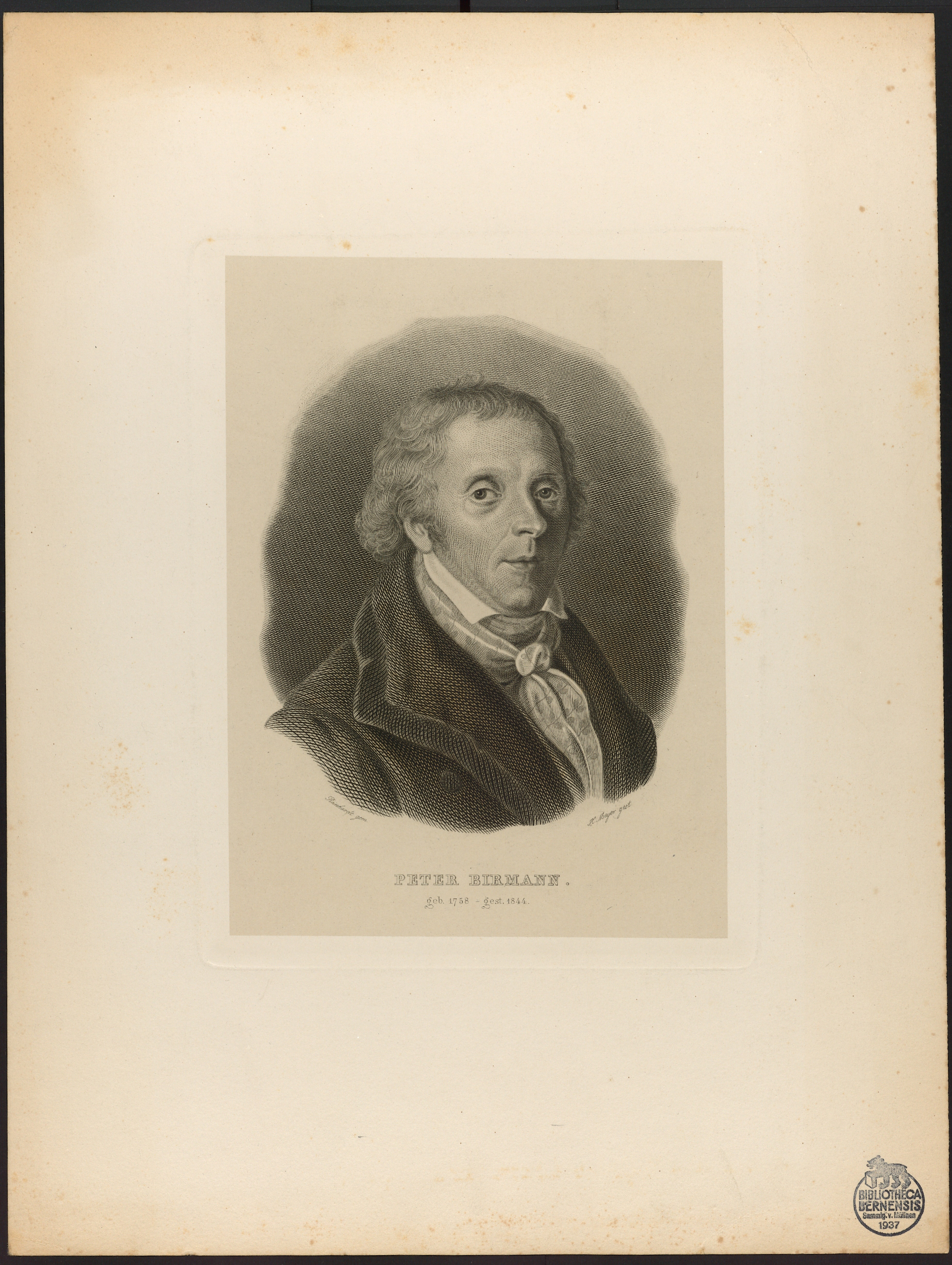
Heinrich Meyer (1802–1877) (?): Porträt von Peter Birmann (1758–1844), Stahlstich

Peter Birmann (* 24. Dezember 1758 in Basel; † 18. Juli 1844 ebenda) war ein bedeutender Schweizer Maler und Vater des Malers Samuel Birmann sowie Adoptiv-Grossvater des Schriftstellers Martin Birmann.

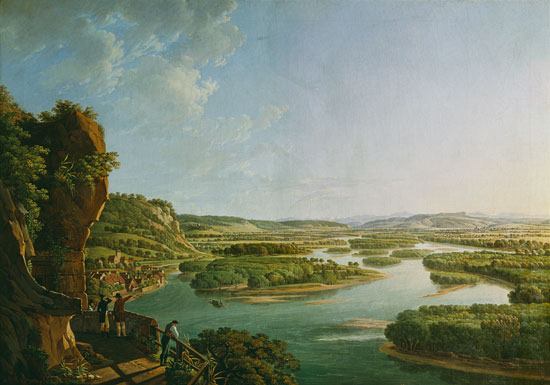
Peter Birmann: Blick vom Isteiner Klotz Rheinaufwärts (um 1800)

## Leben und Werk
Birmann wurde 1758 als Sohn des Steinmetzen Rudolf Birmann geboren und machte zunächst eine Lehre bei seinem Vater. Ab 1771 wurde er bei verschiedenen Künstlern der Schweiz (u. a. August Kaufmann, Marquard Wocher, Johann Ludwig Aberli) unterrichtet. Von 1781 bis 1790 lebte Birmann in Rom und war bei Louis Ducros und Giovanni Volpato angestellt; zudem machte er Bekanntschaft mit Johann Wolfgang Goethe. 1791 eröffnete er seine eigene Werkstatt in Basel und bildete neben seiner malerischen Tätigkeit junge Künstler aus (z. B. Achilles Benz, Hieronymus Hess).